# DCT records
DCT records（ディシーティレコーズ）は、DREAMS COME TRUEの中村正人・吉田美和がエグゼクティヴ・プロデューサーを務める、株式会社ディーシーティーエンタテインメントのインディーズレコード部門。2002年7月設立。

## 概要
2002年7月1日、DCT recordsからの第1弾アーティストとしてSALが「SPECTRO」をリリース。9月19日、DREAMS COME TRUEがシングル「IT'S ALL ABOUT LOVE」を異例のインディーズレーベルからのリリースとしたことで、当時話題を呼んだ。当然のことながらこのCDは、インディーズレーベルを取り扱う店でしか購入できなかった。
2007年5月16日に、DCTgarden "THE LIVE!!!"に参加したアーティストのコンピレーション・アルバム「DCT records"PIZZA"」を、インディーズでリリースした。
DCT recordsは、北海道、東北、関東、北陸、中部、関西・中国、四国、九州、沖縄の各ブランチ（主に各地のコンサートプロモーター）のスタッフの協力のもと運営されている。

## アーティスト
- DREAMS COME TRUE
- 吉田美和
- SAL
- NAOMI YOSHIMURA
- TERNIVAL SENSE
- LOVE
- underslowjams
- LucKLANG
- AM60
- デイヴィッド・T・ウォーカー
- Who the Bitch
- 中澤信栄
- FUZZY CONTROL
- mip 2